# بنیاد اوپن‌استریت‌مپ
بنیاد اوپن‌استریت‌مپ (انگلیسی: OpenStreetMap Foundation) یک شرکت با وظیفه محدود است که در انگلستان و ولز ثبت شده‌است. این بنیاد، سازمانی غیرانتفاعی و ناسودبر است که با هدف پشتیبانی و قادر ساختن توسعه داده‌های جغرافیایی و مکانی قابل استفاده مجدد فعالیت می‌کند. همانگونه که از نامش پیداست، این بنیاد با پروژه اوپن‌استریت‌مپ ارتباط نزدیکی دارد هرچند اساس‌نامه آن مانع از حمایت از پروژه‌های دیگر نمی‌شود.

## عضویت
بنیاد اوپن‌استریت‌مپ سازمانی عضویت‌محور است و اعضای آن در نشست های عمومی بر فعالیت های بنیاد نظارت و رای‌گیری می‌کنند. لازم به ذکر است این بنیاد و اعضای آن صرفاً به حمایت مالی از پروژه اوپن‌استریت‌مپ می‌پردازند و دخالتی در خود پروژه ندارند. بنیاد اوپن‌استریت‌مپ تا دسامبر ۲۰۱۸ دارای ۹۷۲ عضو عادی، ۵۱۵ عضو وابسته و ۲۸ عضو حقوقی بوده است.

## هیئت
بنیاد توسط هیئتی ۷ نفره که شامل کارمندان بنیاد از جمله رئیس هیئت‌مدیره، دبیر و خزانه‌دار است، اداره می‌شود.
از دسامبر ۲۰۱۸، هیئت‌مدیره فعلی به شرح زیر است:
- کیت چپمن (مدیرکل)
- هدر لیسن (دبیرکل)
- فردریک رام (مسئول امور مالی)
- مایکل مرون
- پاول نورمن
- یوست شوپ
- توبایاس نر

## بخش های محلی
بنیاد اوپن‌استریت‌مپ با سازمان‌های محلی (چپتر) در کشورهای مختلف همکاری می‌کند که وظیفه هماهنگی میان جوامع نقشه‌برداری و تولید نقشه در کشورهای مختلف را بر عهده دارند :
| کشور     | نام                                                    |
| -------- | ------------------------------------------------------ |
| بلژیک    | دانش آزاد بلژیک, فعالیت به عنوان اوپن‌استریت‌مپ بلژیک    |
| فرانسه   | اوپن‌استریت‌مپ فرانسه                                    |
| آلمان    | FOSSGIS, فعالیت به عنوان اوپن‌استریت‌مپ آلمان            |
| ایسلند   | اوپن‌استریت‌مپ ایسلند                                    |
| ایتالیا  | ویکی‌مدیا ایتالیا, فعالیت به عنوان اوپن‌استریت‌مپ ایتالیا |
| سوئیس    | اتحادیه اوپن‌استریت‌مپ سوئیس                             |
| بریتانیا | اوپن‌استریت‌مپ انگلستان                                  |

## تامین سرمایه
سرمایه مورد نیاز این بنیاد با ترکیبی از هزینه عضویتی  که از اعضا دریافت می‌کند و کمک‌های مالی بزرگ‌تر تأمین می‌شود. برای مثال در سال ۲۰۱۱ این بنیاد کمک مالی ۵۰ هزار دلاری را از یک شرکت ارائه دهنده خدمات مبنی بر نقشه دریافت کرد.